# نگهبانانی از دیرباز
نگهبانانی از دیرباز (انگلیسی: The Old Guard) یک فیلم در ژانر ابرقهرمانی فانتزی به کارگردانی جینا پرینس-بایدوود و محصول سال ۲۰۲۰ ایالات متحدهٔ آمریکا است. فیلمنامهٔ این فیلم توسط گِرگ راکا براساس کتاب کمیکی به همین نام به رشتهٔ تحریر درآمده است. از بازیگران آن می‌توان به شارلیز ترون، ماتیاس اسخونارتس، مروان کنزاری، لوکا مارینلی و چیویتل اجیوفور اشاره کرد.
نگهبانانی از دیرباز در ۱۰ ژوئیه ۲۰۲۰ در نتفلیکس منتشر شد و به‌طور کلی نقدهای مثبتی از منتقدان دریافت کرد، که از سکانس‌های اکشن و عملکرد ترون تمجید کردند. دنباله‌ای با کارگردانی ویکتوریا ماهونی با عنوان نگهبانانی از دیرباز ۲ در دست تولید است.

## داستان
به رهبری جنگجویی به نام اندی (اندروماش) با بازی شارلیز ترون، یک گروه ۴نفره از جنگجویان ورزیده و نامیرا، سده‌ها برای محافظت از مردم رنج دیده در دنیا مبارزه کرده‌اند. یک تبهکار با فریب یک مأمور سابق آژانس اطلاعات مرکزی (سیا) از کمک او برای یافتن این جنگجویان بهره می‌گیرد تا به سر جاودانگی آنان پی ببرد. در همین حین، نیل با بازی کیکی لین، به عنوان جنگجویی تازه به گروه اندی می‌پیوندد. تقابل جنگجویان و افراد تبهکار و سودجو داستان را پیش می‌برد.

## بازیگران
- شارلیز ترون در نقش اندی
- کیکی لین در نقش نایل
- مروان کنزاری در نقش جو
- لوکا مارینلی در نقش نیکی
- هری ملینگ در نقش مریک
- ورونیکا انگو در نقش کوئن
- ماتیاس خونارتس در نقش بوکر
- چیویتل اجیوفور در نقش کاپلی
- آناماریا مارینکا در نقش دکتر متا کوزاک
- جوئی آنسا در نقش کیان

## بازخورد
در وبگاه جمع‌آوری نقد راتن تومیتوز، ٪۸۰ از ۲۸۵ بررسی منتقدان مثبت است و میانگینِ امتیاز آن ۶٫۴/۱۰ است. اجماع این وبگاه چنین می‌نویسد: «نگهبانانی از دیرباز گهگاه توسط معیارهای ژانر خود محدود می‌شود، اما کارگردان جینا پرینس-بایتوود، و برخی از سکانس‌های اکشن به رهبری شارلیز ترون، دیدگاه پیچیده‌ای را به ژانر ابرقهرمانی ارائه می‌دهد.» این فیلم در متاکریتیک که از میانگین وزنی استفاده می‌کند، بر اساس نظر ۴۵ منتقدین امتیاز ۷۰ از ۱۰۰ را کسب کرده که نشان‌گر «نقدهای عموماً مطلوب» است.